# Tour Wanshoubao
La tour Wanshoubao ou pagode Wanshoubao (万寿宝塔, wànshòubǎo tǎ), est une tour de pagode bouddhiste datant de 1548, sous le règne de Ming Jiajing de la dynastie Ming. Elle est située dans le jardin Wanshou (万寿园), à côté du Grand pont du Changjiang de Jingzhou (zh), sur la berge nord du Changjiang, où l'on trouve également des calligraphies de différents poètes célèbres, dans le district de Shashi, ville-préfecture de Jingzhou, province de Hubei, en République populaire de Chine.
Elle est inscrite depuis 2006, sur la 6e liste des Sites historiques et culturels majeurs protégés au niveau national.

## Galerie
Modèle:Gallery mode="packed"